# دانشگاه ملی کشاورزی لا مولینا
دانشگاه ملی کشاورزی که رسماً به آن دانشگاه ملی کشاورزی - لا مولینا (به اسپانیایی: Universidad Nacional Agraria La Molina) (UNALM) نیز گفته می‌شود، یک دانشگاه دولتی در لیما، پرو است. این دانشگاه در زمینه‌های علوم کشاورزی، زیست‌شناسی و جنگل‌داری شهرت خاصی دارد و همچنین تنها دانشگاه در پرو است که مدرک‌های هواشناسی را ارائه می‌دهد. این دانشگاه به هشت دانشکده که شامل دوازده بخش دانشگاهی است، سازماندهی شده‌است. این دانشگاه یکی از مهم‌ترین موسسات آموزش عالی پرو محسوب می‌شود.
در سال ۱۹۰۱، در زمان دولت رئیس‌جمهور ادواردو لوپز د رومانا، ایجاد مدرسه ملی کشاورزی و علوم دامپزشکی با مشارکت یک مأموریت بلژیکی برنامه‌ریزی شد. افتتاح رسمی مدرسه در ۲۲ ژوئیه ۱۹۰۲ بود. در سال ۱۹۱۲، ایستگاه مرکزی زراعی با هدف توسعه بخش کشاورزی ایجاد شد.